# اکتارلا، مرزیفان
اکتارلا، مرزیفان (به لاتین: Aktarla, Merzifon) یک منطقهٔ مسکونی در ترکیه است که در استان آماسیه واقع شده‌است.